# Monstrillopsis dubioides
Monstrillopsis dubioides is een eenoogkreeftjessoort uit de familie van de Monstrillidae. De wetenschappelijke naam van de soort is voor het eerst geldig gepubliceerd in 2004 door Suárez-Morales & Ivanenko.